# Питерс Графланд, Эдди
Эдди Питерс Графланд (нидерл. Eddy Pieters Graafland; 5 января 1934, Амстердам — 28 апреля 2020, Барендрехт, Южная Голландия) — нидерландский футбольный вратарь, один из лучших вратарей XX века в истории нидерландского футбола.
Воспитанник амстердамского «Аякса», в основном составе которого дебютировал в 18 лет. В составе «Аякса» становился чемпионом, а также обладателем двух кубков Нидерландов. В 1958 году Питерс Графланд стал первым игроком, который перешёл из «Аякса» в стан главного соперника амстердамцев — «Фейеноорд». В составе роттердамского клуба Эдди провёл лучшие годы своей карьеры, отыграв за клуб 12 сезонов. С «Фейеноордом» Питерс Графланд четырежды завоёвывал чемпионский титул, а в 1970 году выиграл Кубок чемпионов.

## Ранние годы
Эдди Питерс Графланд родился 5 января 1934 года в Амстердаме, в семье Йоханнеса Хендрикуса Питерс Графланда и его жены Гритье Хофман.

## Клубная карьера

### «Аякс»
В возрасте одиннадцати лет Эдди попал в юношескую команду амстердамского «Аякса», в то время его отец входил в совет клуба. В 1952 году в возрасте 18 лет Эдди был переведён в основной состав. Дебют Эдди состоялся 6 апреля 1953 года в матче против клуба «Снек». Будучи совсем молодым вратарём, Графланд стал основным голкипером в клубе.
В 1955 году в Нидерландах было окончательно принято решение проводить национальное первенство под профессиональным статусом, таким образом, клубы, победившие в турнире, могли участвовать в европейских кубках. 2 сентября 1956 года стартовал первый официальный профессиональный чемпионат по футболу в Нидерландах. «Аякс» начал турнире с игры против клуба НАК, единственный мяч в той игре забил на 13-й минуте забил нападающий Лук ден Эдел. Первые голы в чемпионате Питерс Графланд пропустил 16 сентября, в домашнем матче против «Стормвогелса», первый тайм завершился вничью 2:2, но во втором тайме вместо Эдди вышел другой вратарь Бертус Хогерман, для которого эта игра стала дебютной. В концовке матча, на 85-й минут «Аякс» смог вырвать победу, отличился Вим Блейенберг. Лишь 21 октября, в гостевом матче против «Рапида», «Аякс» потерпел первое поражение в чемпионате, проиграв со счётом 4:2.
11 ноября 1956 года, «Аякс» в рамках чемпионата в гостях встретился со своим извечным соперников
м роттердамским «Фейеноордом». Первый тайм матча завершился настоящим разгромом для амстердамцев, «Аякс» пропустил в свои ворота пять мячей, и лишь в начале второго тайма, Вим Блейенберг смог распечатать ворота «Фейеноорда». Но в итоге роттердамский клуб разгромил своего соперника со счётом 7:3, в концовке матча у «Аякса» отличились Михелс и Аудерланд. Это поражение стало самым крупным для команды в сезоне. В ответном матче, который состоялся 17 марта 1957 года, «Аякс» обыграл «Фейеноорд» со счётом 1:0, единственный гол в той игре на свой счёт записал полузащитник Вилли Шмидт. За сезон Эдди отыграл 33 матча в чемпионате из 34 игр, один матч был на счету второго вратаря команды Яна ван Дрехта. «Аякс» по итогам сезона 1956/1957 занял первое место и выиграл свой девятый чемпионский титул в истории команды.
Новый футбольный сезон в Нидерландах стартовал 25 августа 1957 года, в стартовой игре чемпионата «Аякс» крупно обыграл клуб МВВ со счётом 4:0. Спустя три месяца, 20 ноября, Эдди и его клуб дебютировали в розыгрыше Кубка европейских чемпионов. В первом круге «Аяксу» предстояло сыграть с немецким «Висмутом», чьим главным тренером тогда был Фриц Гёдикке. Матч состоялся на стадионе «Отто Гротеволь» в городе Ауэ при 30 тысячах зрителях, свой первый еврокубковый матч «Аякс» провёл под руководством австрийского тренера Карла Хуменбергера. В игре «Аякс» забил довольно быстро, уже на 5-й минуте матча, 24-летний нападающий Пит ван дер Кёйл вывел свою команду вперёд, а спустя ещё 13 минут, Вим Блейенберг удвоил преимущество амстердамцев. Во втором тайме Блейенберг забил третий мяч в ворота «Висмута», таким образом записав на свой счёт дубль. «Висмут» смог ответить лишь одним забитым мячом на исходе второго тайма, на 87-й минуте ворота Питерса Графланда поразил центральный защитник Брингфрид Мюллер. В итоге «Аякс» добился в гостях победы со счётом 1:3. Но уже спустя семь дней, 27 ноября, на Олимпийском стадионе в Амстердаме состоялась ответная игра, на которую пришло всего около 18 тысяч зрителей. По сравнению с первым матчем в составе амстердамцев произошла лишь одна замена: вместо Вилли Шмидта с первых минут играл Бобби Хармс. Лишь в конце матча игрокам «Аякса» удалось распечатать ворота голкипера «Висмута» Клауса Тиле, автором гола на 78-й минуте стал Пит Аудерланд.
Победив «Висмут» в двух матчах с общим счётом 4:1, «Аякс» вышел в четвертьфинал турнира, где команде предстояло сыграть с очень сильной венгерской командой «Вашаш». После победы над «Висмутом» «Аякс» вернулся к играм в чемпионате, и уже 1 декабря амстердамцы в матче против команды ДУС одержали минимальную победу со счётом 1:0. Перед матчем с «Вашашом» Эдди провёл ещё семь матчей в чемпионате, в которых пропустил 12 мячей, при этом его команда выиграла лишь одну игру. Первый матч против венгерской команды состоялся 5 февраля 1958 года на Олимпийском стадионе в Амстердаме, на этот раз на игру пришло более 30 тысяч зрителей. Ещё в первом тайме Питу Аудерланду удалось забить два гола в ворота «Вашаша», но на исходе второго тайма венграм удалось ответить дважды, дубль был на счету форварда Дежё Бунджака. В Венгрию футболисты «Аякса» отправились не в качестве фаворита, так как «Вашаш» на своём поле в том сезоне играл великолепно. Игра против венгров состоялась в Будапеште 26 февраля на местном стадионе «Непштадион», на матче присутствовало более 70 тысяч зрителей. Первый тайм «Аякс» провалил, Эдди четырежды доставал мяч из своих ворот. Во втором тайме амстердамцы больше не пропускали, но и игроки «Вашаша» больше не забивали. «Аякс» потерпел поражение со счётом 4:0, а «Вашаш» вышел в следующую стадию кубка. Играя на два фронта, «Аякс» по итогам сезона занял лишь третье место в чемпионате, а чемпионский титул достался клубу ДУС. Эдди сыграл в чемпионате 32 матча.

### «Фейеноорд»
В 1958 году Графланд перешёл в «Фейеноорд», его новый клуб заплатил за голкипера 134 тыс. гульденов. В своём дебютном матче за «Фейеноорд» против клуба АГОВВ, состоявшемся 9 августа 1959 года, Эдди получил травму руки и был вынужден пропустить около двух недель.
Его полноценный дебют в команде состоялся 24 августа 1958 года в матче против клуба «НОАД» из города Тилбург, матч завершился победой «Фейеноорда» со счётом 3:1. В 1961 году Графланд второй раз в своей карьере стал чемпионом Нидерландов: «Фейеноорд» в турнирной таблице Чемпионат Нидерландов сезона 1960/1961 всего на два очка опередил занявшего второе место амстердамский «Аякс». Год спустя «Фейеноорд» защитил свой титул чемпионов Нидерландов.
В 1965 году Графланд с «Фейеноордом» добился двойного успеха, был выигран чемпионат Нидерландов и кубок Нидерландов, четыре года спустя в 1969 году этот триумф был повторён. 30 апреля 1967 года Графланд за свой вклад в развитие футбола в Нидерландах получил королевскую награду и стал Рыцарем Ордена Оранье Нассау. В сезоне 1969/1970 под руководством Эрнста Хаппеля «Фейеноорд» дошёл до финала кубка Чемпионов. В финальном матче, в котором играл Графланд, «Фейеноорд» победил шотландский «Селтик» со счётом 2:1, решающий мяч забил Ове Киндвалл на 117 минуте дополнительного тайма.
После триумфального матча Графланд решил завершить игровую карьеру в возрасте 36 лет. В общей сложности Эдди провёл 510 матчей в чемпионате Нидерландов.

## Карьера в сборной
В национальной сборной Нидерландов Графланд дебютировал 28 апреля 1957 года в матче против сборной Бельгии, который закончился со счётом 1:1.
Графланд участвовал в квалификационных турнирах к Чемпионатам Мира 1962 и 1966 года, а также в квалификационных турнирах к Чемпионат Европы 1964 и 1968, в которых сборная Нидерландов не прошла квалификацию.
Свой последний матч за сборную Эдди провёл в ноябре 1967 года в матче против Югославии, закончившемся победой югославов со счётом 2:1. Всего Графланд провёл 47 матчей за сборную.

## Тренерская карьера
С 1979 по 1981 год Графланд тренировал молодёжный состав «Фейеноорда».

## Статистика

### Матчи Питерса Графланда за сборную Нидерландов
| Матчи Питерса Графланда за сборную Нидерландов | Матчи Питерса Графланда за сборную Нидерландов | Матчи Питерса Графланда за сборную Нидерландов | Матчи Питерса Графланда за сборную Нидерландов | Матчи Питерса Графланда за сборную Нидерландов | Матчи Питерса Графланда за сборную Нидерландов |
| ---------------------------------------------- | ---------------------------------------------- | ---------------------------------------------- | ---------------------------------------------- | ---------------------------------------------- | ---------------------------------------------- |
| №                                              | Дата                                           | Соперник                                       | Счёт                                           | Пропущено голов                                | Соревнование                                   |
| 1                                              | 28 апреля 1957                                 | Бельгия                                        | 1:1                                            | 1                                              | Товарищеский матч                              |
| 2                                              | 26 мая 1957                                    | Австрия                                        | 2:3                                            | 3                                              | Чемпионат мира 1958 (отбор)                    |
| 3                                              | 13 апреля 1958                                 | Бельгия                                        | 7:2                                            | 1                                              | Товарищеский матч                              |
| 4                                              | 23 апреля 1958                                 | Нидерландские Антильские острова               | 8:1                                            | 1                                              | Товарищеский матч                              |
| 5                                              | 4 октября 1959                                 | Бельгия                                        | 9:1                                            | 1                                              | Товарищеский матч                              |
| 6                                              | 21 октября 1959                                | ФРГ                                            | 0:7                                            | 7                                              | Товарищеский матч                              |
| 7                                              | 18 мая 1960                                    | Швейцария                                      | 1:3                                            | 3                                              | Товарищеский матч                              |
| 8                                              | 26 июня 1960                                   | Мексика                                        | 1:3                                            | 3                                              | Товарищеский матч                              |
| 9                                              | 29 июня 1960                                   | Нидерландские Антильские острова               | 0:0                                            | —                                              | Товарищеский матч                              |
| 10                                             | 3 июля 1960                                    | Суринам                                        | 4:3                                            | 3                                              | Товарищеский матч                              |
| 11                                             | 2 октября 1960                                 | Бельгия                                        | 4:1                                            | 1                                              | Товарищеский матч                              |
| 12                                             | 30 октября 1960                                | Чехословакия                                   | 0:4                                            | 4                                              | Товарищеский матч                              |
| 13                                             | 22 марта 1961                                  | Бельгия                                        | 6:2                                            | 2                                              | Товарищеский матч                              |
| 14                                             | 19 апреля 1961                                 | Мексика                                        | 1:2                                            | 2                                              | Товарищеский матч                              |
| 15                                             | 30 апреля 1961                                 | Венгрия                                        | 0:3                                            | 3                                              | Чемпионат мира 1962 (отбор)                    |
| 16                                             | 14 мая 1961                                    | ГДР                                            | 1:1                                            | 1                                              | Чемпионат мира 1962 (отбор)                    |
| 17                                             | 22 октября 1961                                | Венгрия                                        | 3:3                                            | 3                                              | Чемпионат мира 1962 (отбор)                    |
| 18                                             | 12 ноября 1961                                 | Бельгия                                        | 0:4                                            | 4                                              | Товарищеский матч                              |
| 19                                             | 3 марта 1963                                   | Бельгия                                        | 0:1                                            | 1                                              | Товарищеский матч                              |
| 20                                             | 31 марта 1963                                  | Швейцария                                      | 1:1                                            | 1                                              | Чемпионат Европы 1964 (отбор)                  |
| 21                                             | 17 апреля 1963                                 | Франция                                        | 1:0                                            | —                                              | Товарищеский матч                              |
| 22                                             | 2 мая 1963                                     | Бразилия                                       | 1:0                                            | —                                              | Товарищеский матч                              |
| 23                                             | 11 сентября 1963                               | Люксембург                                     | 1:1                                            | 1                                              | Чемпионат Европы 1964 (отбор)                  |
| 24                                             | 20 октября 1963                                | Бельгия                                        | 1:1                                            | 1                                              | Товарищеский матч                              |
| 25                                             | 30 октября 1963                                | Люксембург                                     | 1:2                                            | 2                                              | Чемпионат Европы 1964 (отбор)                  |
| 26                                             | 22 марта 1964                                  | Бельгия                                        | 0:0                                            | —                                              | Товарищеский матч                              |
| 27                                             | 12 апреля 1964                                 | Австрия                                        | 1:1                                            | 1                                              | Товарищеский матч                              |
| 28                                             | 29 апреля 1964                                 | Швеция                                         | 0:1                                            | 1                                              | Товарищеский матч                              |
| 29                                             | 24 мая 1964                                    | Албания                                        | 2:0                                            | —                                              | Чемпионат мира 1966 (отбор)                    |
| 30                                             | 30 сентября 1964                               | Бельгия                                        | 0:1                                            | 1                                              | Товарищеский матч                              |
| 31                                             | 25 октября 1964                                | Албания                                        | 2:0                                            | —                                              | Чемпионат мира 1966 (отбор)                    |
| 32                                             | 9 декабря 1964                                 | Англия                                         | 1:1                                            | 1                                              | Товарищеский матч                              |
| 33                                             | 26 января 1965                                 | Израиль                                        | 1:0                                            | —                                              | Товарищеский матч                              |
| 34                                             | 17 марта 1965                                  | Северная Ирландия                              | 1:2                                            | 2                                              | Чемпионат мира 1966 (отбор)                    |
| 35                                             | 7 апреля 1965                                  | Северная Ирландия                              | 0:0                                            | —                                              | Чемпионат мира 1966 (отбор)                    |
| 36                                             | 17 октября 1965                                | Швейцария                                      | 0:0                                            | —                                              | Чемпионат мира 1966 (отбор)                    |
| 37                                             | 14 ноября 1965                                 | Швейцария                                      | 1:2                                            | 2                                              | Чемпионат мира 1966 (отбор)                    |
| 38                                             | 23 марта 1966                                  | ФРГ                                            | 2:4                                            | 4                                              | Товарищеский матч                              |
| 39                                             | 17 апреля 1966                                 | Бельгия                                        | 3:1                                            | 1                                              | Товарищеский матч                              |
| 40                                             | 11 мая 1966                                    | Шотландия                                      | 3:0                                            | —                                              | Товарищеский матч                              |
| 41                                             | 7 сентября 1966                                | Венгрия                                        | 2:2                                            | 2                                              | Чемпионат Европы 1968 (отбор)                  |
| 42                                             | 18 сентября 1966                               | Австрия                                        | 1:2                                            | 2                                              | Товарищеский матч                              |
| 43                                             | 6 ноября 1966                                  | Чехословакия                                   | 1:2                                            | 2                                              | Товарищеский матч                              |
| 44                                             | 30 ноября 1966                                 | Дания                                          | 2:0                                            | —                                              | Чемпионат Европы 1968 (отбор)                  |
| 45                                             | 13 сентября 1967                               | ГДР                                            | 1:0                                            | —                                              | Чемпионат Европы 1968 (отбор)                  |
| 46                                             | 4 октября 1967                                 | Дания                                          | 2:3                                            | 3                                              | Чемпионат Европы 1968 (отбор)                  |
| 47                                             | 1 ноября 1967                                  | Югославия                                      | 1:2                                            | 2                                              | Товарищеский матч                              |

Итого: 47 матчей / пропущено 73 гола; 15 побед, 13 ничьих, 19 поражений.

## Достижения

### Клубные
Чемпион Нидерландов (5)1957, 1961, 1962, 1965, 1969
Обладатель Кубка Нидерландов (2)1965, 1969
Обладатель Кубка Чемпионов1970

### Личные
- Лучший футболист Нидерландов: 1967
- Рыцарь Ордена «Оранских-Нассау»: 1967